# Herbert (Saskatchewan)
Herbert es un pueblo canadiense situado en la provincia de Saskatchewan.

## Superficie
Herbert tiene una superficie de 3,69 km².

## Demografía
En 2021, tenía 770 habitantes, una densidad poblacional de 208,6 hab./km², y 338 viviendas.